# Felicity Galvez
Felicity Madeline Galvez (Melbourne, 4 de marzo de 1985) es una nadadora australiana especializada en pruebas de estilo libre, donde consiguió ser medallista de bronce mundial en 2009 en los 4 x 100 metros.

## Carrera deportiva
En el Campeonato Mundial de Natación de 2009 celebrado en Roma ganó la medalla de bronce en los relevos de 4 x 100 metros estilo libre, con un tiempo de 3:33.01 segundos, tras Países Bajos (oro con 3:31.72 segundos que fue récord del mundo) y Alemania (plata con 3:31.83 segundos).